# 谢世儒
谢世儒（英語：Chia Shi-Lu，1971年10月13日—），新加坡華裔政治人物、醫生，曾於2011年4月27日至2020年6月23日担任新加坡國會議員。

## 生平

### 早年生涯
谢世儒在家中排名第一，另有一個弟弟。谢世儒畢業於英華中學和国家初级学院，1990年獲新加坡總統獎學金而就讀新加坡國立大學醫學院，並於1995年畢業，其後曾在瑞士、日本、英國倫敦和美國波士頓工作。2001年，谢世儒返回新加坡，並在新加坡中央醫院任職骨科外科医生，其後成為該醫院的矫形骨科高级顾问医生。翌年，谢世儒獲得李光耀獎學金，並在2004年至2007年間就讀倫敦帝國學院的关节炎和软骨生物学文凭課程和倫敦大學的关节软骨和骨关节炎博士学位課程，於2009年畢業。

### 政治生涯
2009年，謝世儒開始與人民行動黨的黨員接觸。其後他開始向人民行動黨籍阿裕尼—后港集选区前議員杨木光學習，並在同年加入人民行動黨。
2011年新加坡大選中，由於參選淡滨尼集选区的人民行動黨候選人陈秉禾退選，原本在丹戎巴葛集選區競逐連任的人民行動黨國會議員马炎庆改在淡滨尼集选区參選，時任教育部部長黄永宏於是邀請謝世儒參選。謝世儒參選時，人民行動黨並沒有對其作出正式介紹，而且當時離提名結束只剩下22小時。提名結束後，由於丹戎巴葛集選區只有人民行動黨的名單角逐，人民行動黨名單自動當選，謝世儒亦因此成為新一屆新加坡國會議員。由於謝世儒參選前外界對其認識不深，卻在短時間內當選國會議員，而又獲得「中马票议员」的稱號。但謝世儒表示當選國會議員時不但沒有中獎的感覺，反而覺得自己的壓力加大。
謝世儒當選國會議員後，曾在女皇鎮日间康复服务中心義診。2014年，謝世儒接替出任衛生部政務部長的蓝彬明，擔任国会卫生委员会主席。

## 個人生活
謝世儒未婚，但有一個自2010年起開始交往的女朋友。他喜好足球、攝影及網球，亦擔任丹戎巴葛聯足球俱樂部的顧問。

## 外部連結
- 新加坡國會官方簡歷
- 谢世儒的Facebook專頁